# Alberto del Campo
Alberto del Campo (Soria, 1981) montador de cine y televisión, y productor. Fundador en 2010 de Caballo Films junto a Rodrigo Sorogoyen, Borja Soler. Eduardo Villanueva, y Nacho Lavilla. Ganador de dos Premios Goya al mejor montaje por El Reino (2019) y As bestas (2023). También ha sido montador de series como Antidisturbios, Patria, La ruta y Galgos

## Trayectoria
Nacido en Soria, orgulloso de que sus orígenes familiares del pequeño pueblo de Espejo de Tera, se formó en la Escuela de Arte y de Diseño Superior de su ciudad. Viajó a Madrid en 1999 donde estudió la Diplomatura de Realización de Audiovisuales y Espectáculos en el IES Puerta Bonita. Hizo cortos y trabajó en postproducción de programas de televisión, como El club de la comedia'.'
En 2010 fue uno de los fundadores de Caballo Films, productora que debutó con Stockholm (2013), de Rodrigo Sorogoyen, su primera película como montador y por la que fue nominado a las Medallas del Círculo de Escritores Cinematográficos a Mejor montaje. Financiada por micromecenazgo, logró entrar en la sección Oficial del Festival de Málaga.
Realizó el montaje de los cortometrajes de Rodrigo Sorogoyen, El iluso (2014) y Madre (2017) y también de su segundo largometraje, Que Dios nos perdone, por el que, junto a Fernando Franco García, fue nominado a los Premio Goya al mejor montaje 2017 y al Premio Platino 2017 a la Dirección de Montaje.
Además, con Caballo Films fue el responsable de montaje de Madre, de Rodrigo Sorogoyen, Nominado al Premio Oscar 2019 Mejor cortometraje de ficción, de los cortos de Borja Soler, Ahora seremos felices (2018) y Mindanao (2021).También de Madre (2019), versión película del corto homónimo de 2017, nominado al Premio Oscar cortometraje de no ficción 2019; de El Reino, As Bestas y El ser querido (2025) todas películas dirigidas por Rodrigo Sorogoyen. Por ellas que ganó sendos Premios Goya Mejor Montaje 2018 y 2023, y sendos Premio Platino, en la misma categoría.
Caballo Films se abrió a las series de televisión de cuyo montaje también se encargó: Antidisturbios (2020), En casa (2020), La ruta (2022) y Los años nuevos. .
Paralelamente ha trabajado como montador con otras productoras, en películas como Competencia oficial (2021), de Mediapro, y también en series de televisión, Allí abajo (2015, Plano a Plano), Todo por el juego (2018, Mediapro) La verdad (2018, Plano a plano), Cuerpo de élite (2018, DLO Producciones) Vivir sin permiso (2018-20, Alea Media), Patria (2020, Alea Media), Apagón (2022 Buendía Estudios), Historias para no dormir (2021, TVE, Amazon Prime Video) y Galgos (Buendía Estudios, 2023)

## Filmografía

### Cine
- 2016. Camas. (Cortometraje)
- 2013. Stockholm.
- 2014. El Iluso. (Cortometraje)
- 2016. Que Dios nos perdone.
- 2017. Madre. (Cortometraje)
- 2018. Ahora seremos felices. (Cortometraje)
- 2018. El Reino.
- 2019. Madre
- 2021. Mindanao. (Cortometraje)
- 2021. Competencia oficial. [15]
- 2022. As Bestas. [10]
- 2025: El ser querido. [11]

### Series
- 2015. Allí abajo (Plano a plano, Antena 3, 4 episodios)
- 2018. Todo por el juego (Mediapro, Movistar+Plus, completa 18 capítulos)
- 2018. La verdad (Plano a plano, Telecinco, 8 episodios)
- 2018. Cuerpo de élite (MOD Producciones, Atresmedia, 3 episodios)
- 2018-20. Vivir sin permiso (Aledia Media, Mediaset, 3 episodios)
- 2020. Antidisturbios (Caballo Films, Movistar+Plus, completa, 6 episodios)
- 2020. En casa (Caballo Films, HBO Max, 1 episodio)
- 2020. Patria (Alea Media, HBO, completa, 8 episodios)
- 2021. Historias para no dormir. El doble (RTVE, Amazon Prime, 1 episodio)
- 2022. La ruta (Caballo Films, Atresplayer, 8 episodios)
- 2022. Apagón (Buendía Estudios, Movistar+Plus, 1 episodio)
- 2024. Galgos (Buendía, Movistar+Plus, completa, 6 episodios)
- 2024: Bellas Artes (Gloriamundi, Movistar+Plus, 6 episodios).
- 2014: Los años nuevos (Caballo Films, Movistar+Plus, completa, 10 episodios)

## Premios y reconocimientos
- 2013. Nominado a las Medallas Mejor montaje del Círculo de Escritores Cinematográficos (CEC), por Stockholm.
- 2016. Nominado a las Medallas Mejor Montaje del Círculo de Escritores Cinematográficos (CEC), por Que Dios nos perdone.
- 2017. Nominado al Premio Goya Mejor Montaje por Que dios nos perdone.
- 2017. Nominado al Premio Platino al Mejor Montaje por Que Dios nos perdone. Montaje.[5]
- 2019. Premio Goya al Mejor Montaje, por El Reino.[16]
- 2019. Premio al Mejor Montaje del Círculo de Escritores Cinematográficos, por El reino.
- 2023. Premio Goya al Mejor Montaje, por As Bestas.[9]
- 2023. Premio Platino al Mejor Montaje por su labor, por As Bestas.
- 2023. Premio Caballo de Honor XXV Festival Internacional de Cortos Ciudad de Soria.[1]